# Theo Intra
Theo Intra (Frankfurt del Main, 20 de gener de 1930 - Ídem, 16 de març de 1981) va ser un ciclista alemany que s'especialitzà en el ciclisme en pista. Va participar en una trentena de curses de sis dies, i es va proclamar campió nacional dues vegades.

## Palmarès
- 1950
  -  Campió d'Alemanya amateur en Persecució
  -  Campió d'Alemanya amateur en Madison (amb Horst Holzmann)